# De Havilland Sea Venom
de Havilland Sea Venom là một loại máy bay phản lực có thể hoạt động trên tàu sân bay của Anh, nó được phát triển từ de Havilland Venom. Nó phục vụ trong Không quân hải quân Hoàng gia Anh (FAA) và Hải quân Hoàng gia Australia. Hải quân Pháp cũng sử dụng Aquilon, một phiên bản của Sea Venom FAW.20 do hãng SNCASE (Sud-Est) của Pháp chế tạo theo giấy phép của Anh.

## Thiết kế và phát triển
Sea Venom vốn là phiên bản hải quân của loại tiêm kích đêm hai chỗ Venom NF.2, và được sử dụng như máy bay tiêm kích đánh chặn mọi thời tiết của FAA. Để hoạt động trên các tàu sân bay của Hải quân Hoàng gian, những sửa đổi cần thiết đã được thực hiện như móc hãm, cánh gấp, càng đáp khỏe hơn và giảm xóc. Buồng lái được cũng được sửa đổi để có thể phóng ghế cùng phi công từ dưới nước. Mẫu thử đầu tiên bay vào năm 1951, và bắt đầu các thử nghiệm trên tàu sân bay cùng năm. Thêm hai mẫu thử nữa cũng được chế tạo. Lô Sea Venom thành phẩm đầu tiên cí tên mã định danh là FAW.20 (Fighter, All-Weather – Tiêm kích, mọi thời tiết). Nó được trang bị một động cơ phản lực de Havilland Ghost 103 và cũng được trang bị vũ khí giống như phiên bản của RAF. Phiên bản tiếp sau là FAW.21, nó gồm các sửa đổi đã được thực hiện trên Venom NF.2A và NF.3. Một số sửa đổi bao gồm động cơ Ghost 104, buồng lái có tầm nhìn tốt hơn và radar của Mỹ. Phiên bản cuối cùng cho Hải quân Hoàng gia là FAW.22 trang bị động cơ Ghost 105. Tổng cộng có 39 chiếc phiên bản này được chế tạo trong giai đoạn 1957-1958. Một số chiếc sau này còn được sửa đổi để có thể trang bị tên lửa không đối không de Havilland Firestreak.
7 chiếc FAW.21 đã được sửa đổi vào năm 1958 để thực hiện vai trò đối kháng điện tử (ECM), những khẩu pháo bị bỏ đi và thay vào đó là các trang thiết bị ECM. Chúng được gọi là ECM.21. Phi đoàn Không quân Hải quân 831 là phi đoàn duy nhất được trang bị loại ECM.21, đóng căn cứ tại RAF Watton từ năm 1963 đến 1966. Những chiếc FAW.22 chuyển đổi tương tự như FAW.21 và được gọi là ECM.22.
Một dự án hiện đại hóa Sea Venom có tên gọi DH.116 với cánh xuôi sau và nâng cấp radar cũng đã được đề xuất, nhưng nó bị hủy bỏ vì Hải quân Hoàng gia cần những chiếc máy bay thay thế có hai động cơ. Sau này Sea Venom bị de Havilland Sea Vixen thay thế.

## Lịch sử hoạt động

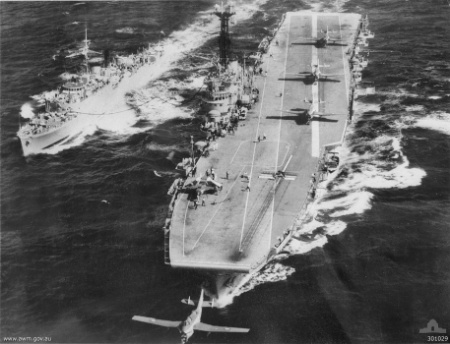

### Hải quân Hoàng gia
Sea Venom tham ra nhiều chiến dịch khi thuộc biên chế của Hải quân Hoàng gia. Năm 1956, cùng với những chiếc Venom thuộc RAF, nó đã tham chiến trong Chiến tranh kênh đào Suez bắt đầu vào ngày 31/10. Những chiếc Sea Venom này thuộc biên chế của các phi đoàn không quân hải quân số 809, 892 và 893 trên các tàu sân bay HMS Albion và HMS Eagle. Trong cuộc xâm lược của Anh-Pháp có mật danh Chiến dịch Musketeer, diễn ra để nhằm quốc tế hóa kênh Suez. Không chiến bắt đầu ngày 31/10/1956, báo hiệu sự khởi đầu của cuộc chiến kênh Suez, những chiếc Sea Venom đã thực hiện nhiều phi vụ, ném bom nhiều mục tiêu của Ai Cập.
Năm 1958, trong cuộc khủng hoảng Cyprus, Sea Venom thuộc phi đoàn không quân hải quân 809 đã thực hiện một số phi vụ tấn công những phần tử khủng bố người Cyp. Ngoài ra chúng còn tham chiến trong các cuộc xung đột ở Trung Đông.
Năm 1959, Sea Venom bắt đầu bị thay thế trong biên chế của Hải quân Hoàng gia bằng loại de Havilland Sea Vixen.

### Các quốc gia khác

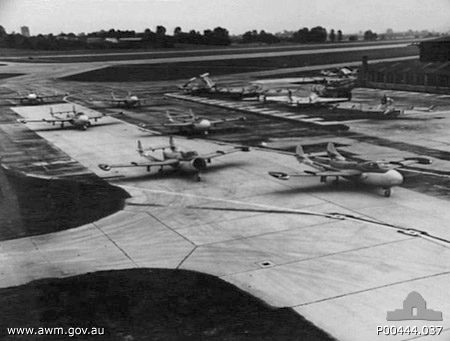
Sea Venom thuộc hải quân hoàng gia Anh chuyển giao cho Hải quân Hoàng gia Úc, 1955

39 chiếc Sea Venom FAW.53 đã được trang bị cho Hải quân Hoàng gia Australia (RAN), để thay thế cho Hawker Sea Fury. Sea Venom bắt đầu trang bị năm 1956 và trong thời gian phục vụ cho RAN< chúng được biên chế trên tàu sân bay HMAS Melbourne. Chúng rút khỏi các đơn vị tuyến 1 vào năm 1967, và được thay thế bởi loại A-4 Skyhawk của Mỹ. Aquilon phục vụ cho Hải quân Pháp đến khi nghỉ hưu vào năm 1963.

## Biến thể

### Sea Venom
Sea Venom NF.20
Mẫu thử Sea Venom, dựa trên Venom NF.2.
FAW.20
Lô sản xuất đầu tiên, dựa trên Venom NF.2A. Trang bị động cơ Ghost 103 lực đẩy 4.850 lbf (21,6 kN) và radar AI Mk 10 (US SCR 720). 50 chiếc được chế tạo.
FAW.21
Phiên bản cải tiến, tương đương với Venom NF.3. Trang bị động cơ Ghost 104, lực đẩy 4.950 lbf (22,1 kN), radar AI Mk 21 (US APS-57, càng đáp khỏe.
ECM.21
6 chiếc FAW.21 được sửa đổi từ năm 1957 để thực hiện vai trò đối kháng điện tử. Không trang bị vũ khí.
FAW.22
Trang bị động cơ Ghost 105 mạnh hơn (lực đẩy 5.300 lbf (23,6 kN)), cho phép máy bay cải thiện hiệu suất bay cao. 39 new built.
ECM.22
Tương đương ECM.21, dựa trên FAW.22
FAW.53
Tên gọi của Australia cho Sea Venom FAW.21. 39 chiếc được chế tạo.

### SNCASE Aquilon
SNCASE (Sud-Est) chế tạo theo giấy phép 121 chiếc Sea Venom FAW.20 với tên gọi Aquilon cho Hải quân Pháp.
- Aquilon 20 – Lắp ráp từ các bộ phận do de Havilland cung cấp.
- Aquilon 201 – Mẫu thử duy nhất chế tạo ở Pháp.
- Aquilon 202 – Phiên bản hai chỗ với ghế phóng, radar AN/APQ-65 của Mỹ và hệ thống điều hòa.
- Aquilon 203 – Phiên bản một chỗ có radar AN/APQ-94 của Mỹ và trang bị giá treo tên lửa không đối không.
- Aquilon 204 – Phiên bản huấn luyện hai chỗ không có vũ khí.

## Quốc gia sử dụng

### Sea Venom
Úc
- Không quân Hải quân Hải quân Hoàng gia Australia
  - Phi đoàn 724
  - Phi đoàn 805
  - Phi đoàn 808

 Anh Quốc
- Không quân Hải quân Hải quân Hoàng gia
  - Phi đoàn Không quân Hải quân 700
  - Phi đoàn Không quân Hải quân 736
  - Phi đoàn Không quân Hải quân 738
  - Phi đoàn Không quân Hải quân 750
  - Phi đoàn Không quân Hải quân 766
  - Phi đoàn Không quân Hải quân 787
  - Phi đoàn Không quân Hải quân 800
  - Phi đoàn Không quân Hải quân 808
  - Phi đoàn Không quân Hải quân 809
  - Phi đoàn Không quân Hải quân 810
  - Phi đoàn Không quân Hải quân 831
  - Phi đoàn Không quân Hải quân 890
  - Phi đoàn Không quân Hải quân 891
  - Phi đoàn Không quân Hải quân 892
  - Phi đoàn Không quân Hải quân 893
  - Phi đoàn Không quân Hải quân 894

### Aquilon
Pháp
- Aviation Navale Hải quân Pháp

## Những chiếc còn sót lại
- Tại Úc, Sea Venom FAW.53 được trưng bày ở Bảo tàng Không quân Hải quân tại căn cứ không quân HMAS Albatross, và tại Bảo tàng Hàng không Nam Australia tại Port Adelaide, Nam Australia.
- Sea Venom FAW.22 - XG680 trưng bày tại Bảo tàng Máy bay North East, Sunderland, Anh.

## Tính năng kỹ chiến thuật (Sea Venom FAW.22)
Dữ liệu lấy từ De Havilland's Sea VixenJackson 1978, tr. 481–482

### Đặc điểm riêng
- Tổ lái: 2
- Chiều dài: 36 ft 7 in (11,15 m)
- Sải cánh: 42 ft 10 in (13,06 m)
- Chiều cao: 8 ft 6¼ in (2,60 m)
- Diện tích cánh: 279.8 ft² (25,9 m²)
- Trọng lượng cất cánh tối đa: 15.800 lb (7.167 kg)
- Động cơ: 1 × de Havilland Ghost 105, lực đẩy 5.300 lbf (23,6 kN)

### Hiệu suất bay
- Vận tốc cực đại: 575 mph (500 knots, 927 km/h)
- Tầm bay: 705 dặm (613 hải lý, 1.135 km)
- Trần bay: 39.500 ft (12.040 m)
- Vận tốc lên cao: 5.750 ft/min (29,2 m/s)

### Vũ khí
- Pháo: 4 khẩu 20 mm (.79 in) Hispano Mk.V, 150 viên mỗi khẩu
- Rocket: 8× RP-3 "60 lb" (27 kg)
- Bom: 2 quả 1000 lb (450 kg)[6]

### Máy bay có cùng sự phát triển
- de Havilland Venom
- de Havilland Vampire
- de Havilland Sea Vixen

### Máy bay có tính năng tương đương
- Grumman F9F Panther
- Hawker Sea Hawk
- McDonnell F2H Banshee
- Mikoyan-Gurevich MiG-9
- Republic F-84 Thunderjet
- Yakovlev Yak-25 (1947)